# Vetro da orologio

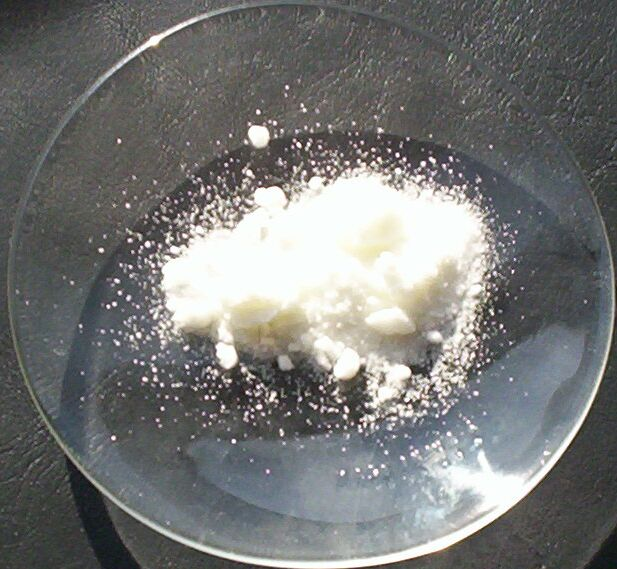
Un vetro da orologio contenente del nitrito di sodio

Il vetro da orologio, o vetrino da orologio (a volte indicato semplicemente come vetro), è un articolo di vetreria da laboratorio. Trattasi di un contenitore di vetro circolare, leggermente concavo, utilizzato in chimica per evaporare un liquido, pesare piccole quantità di solidi o per coprire un becher. Quest'ultima funzione evita l'ingresso di polvere o altre particelle ma, non sigillando completamente il becher, permette che continuino a verificarsi scambi di gas.
Quando viene usato come superficie di evaporazione, un vetro d'orologio consente l'osservazione della cristallizzazione o precipitazione e può essere collocato su una superficie di colore contrastante per migliorarne la visibilità.
I vetri da orologio sono chiamati così perché sono identici ai vetri utilizzati per coprire il quadrante dei vecchi orologi da tasca.